# 小行星15967
小行星15967（15967 Clairearmstrong）是一颗绕太阳运转的小行星，为主小行星带小行星。该小行星于1998年2月24日发现。

## 轨道参数
小行星15967的轨道半长轴为2.6371541 UA，离心率为0.289。